# Antoine Fonteneau
Pour les articles homonymes, voir Fonteneau.
Antoine Fonteneau, né en mars 1975 à Nantes (Loire-Atlantique), est un journaliste de télévision français.

## Biographie
Antoine Fonteneau commence sa carrière au lancement de la chaîne d'information en continu i>Télévision en novembre 1999. Correspondant à Nice (Alpes-Maritimes) jusqu'en 2001, il poursuit son travail de rédacteur-reporter à la rédaction d'i>Télé à Paris. Jusqu'en 2005, il présente également certains journaux de cette chaîne du groupe Canal+.
Antoine Fonteneau travaille aussi en 2002 sur la chaîne Public Sénat, puis participe à la fabrication du journal tout-en-images 6 minutes de M6.
Il rejoint la rédaction de TV5MONDE en mai 2006 pour présenter certains journaux d'informations de la chaîne francophone internationale.